# Taxila (geslacht)
Taxila is een geslacht van vlinders uit de onderfamilie Nemeobiinae van de familie van de prachtvlinders (Riodinidae).
De wetenschappelijke naam van het geslacht werd in 1847 geldig gepubliceerd door Edward Doubleday.

## Soorten
- Taxila dora Fruhstorfer, 1904
- Taxila haquinus (Fabricius, 1793)